# Adobe
 For alternative betydninger, se Adobe (flertydig). (Se også artikler, som begynder med Adobe)
Adobe er et byggemateriale bestående af lerholdig jord, der laves til mudder og blandes med strå, halm, fyrretræsnåle eller andet og tørres i solen. Materialet bruges i mange forskellige lande og regioner, men primært hvor klimaet er tørt.
Betegnelsen kommer fra spansk, da spanske kolonister i Amerika brugte det om de bygninger af soltørrede lersten, som brugtes af mange indianske folk.